# Lizi Pop
Liza Japaridze (Georgisch: ლიზა ჯაფარიძე) (Tbilisi 19 september 2004), bekend onder haar artiestennaam Lizi Pop (Georgisch: ლიზი პოპი) is een Georgische zangeres en danseres. 

## Biografie
Japaridze is geboren en woont in de hoofdstad Tbilisi. Ze studeert aan een Georgisch-Amerikaanse school en spreekt naast Engels en Georgisch ook Russisch. Naast school is ze actief in ballet, karate en heeft zangles. Haar artiestennaam Lizi Pop koos ze, omdat veel zangers gebruikmaken van pseudoniemen en zij haar achternaam voor buitenlanders moeilijk te onthouden vindt. De toevoeging Pop is vanwege het feit dat ze popmuziek maakt.

### Carrière
Vanaf 2011 is Lizi Pop deel van de Bzikebi Studio, waar ze ook zangles krijgt. 29 september 2014 werd ze uitverkoren om Georgië te vertegenwoordigen op het Junior Eurovisiesongfestival 2014, wat in Malta. Met haar liedje Happy day werd ze slechts elfde, wat de op één na slechtste prestatie voor Georgië is in de geschiedenis van het Junior Eurovisiesongfestival. 
2007: Mariam Romalasjvili ·
2008: Bzikebi ·
2009: Princesses ·
2010: Mariam Kachelisjvili ·
2011: Candy ·
2012: The Funkids ·
2013: The Smile Shop ·
2014: Lizi Pop · 
2015: The Virus · 
2016: Mariam Mamadasjvili · 
2017: Grigol Kipsjidze · 
2018: Tamar Edilasjvili · 
2019: Giorgi Rostiasjvili · 
2020: Sandra Gadelia · 
2021: Nikoloz Kajaia · 
2022: Mariam Bigvava · 
2023: Anastasia & Ranina